# Ильцер, Кристиан
Кри́стиан И́льцер (нем. Christian Ilzer; род. 21 октября 1977, Пух-Вайц, Штирия) — австрийский футболист и футбольный тренер. Главный тренер клуба «Хоффенхайм».

## Тренерская карьера

### Начало карьеры
Кристиан Ильцер стал тренером уже в 17 лет, когда три травмы колена помешали ему стать профессиональным футболистом. До 2006 года он выступал за «Вайц», а летом 2006 года вернулся в родной клуб «Райффайзен Пух» в качестве играющего тренера. В первом сезоне команда выступала в восьмом по силе дивизионе Австрии, где Ильцер сыграл в 16 матчах и забил 4 гола. После всего одного поражения в 24 матчах команда стала чемпионом и вышла в Гебитслигу «Восток», 7-й по силе дивизион. В новом сезоне в 16 матчах он забил 6 голов и занял с командой третье место, на одно очко отстав от второго места и чемпиона и почти пробившись в шестой дивизион Унтерлига «Восток». Уже тогда он начал работать со своим многолетним ассистентом Уве Хёльцлем, который сопровождал его во всех клубах.
Начиная с лета 2007 года совмещал работу в «Райффайзене Пух» с должностью ассистента тренера в «Хартберге», участнике Региональной лиги. В 2009 году «Хартберг» вышел во Вторую лигу. В 2011 году Ильцер покинул команду.
С 2011 по 2013 год был фитнес-тренером в сборной Австрии (до 19 лет). В сезоне 2012/13 тренировал «Вайц» в Ландеслиге, четвёртом по силе дивизионе.
Летом 2013 года вернулся в «Хартберг» в качестве ассистента. Спустя сезон стал ассистентом Хаймо Пфайфенбергера в «Винер-Нойштадте». После увольнения Пфайфенбергера в ноябре 2014 года стал исполняющим обязанности главного тренера. В первой игре в качестве главного тренера в профессиональном футболе обыграл «Вольфсберг» со счётом 2:0. После этого матча Хельги Кольвидссон стал главным тренером «Винер-Нойштадта» и Ильцер вернулся к роли ассистента.
В конце сезона «Винер-Нойштадт» вылетел во Вторую лигу, и Ильцер вернулся в «Хартберг» в Региональной лиге в качестве главного тренера перед началом сезона 2015/16. Уже в ноябре 2015 года покинул клуб и вновь стал ассистентом Пфайфенбергера, теперь в «Вольфсберге».

### «Хартберг»
В мае 2017 года вновь возглавил «Хартберг», который вернулся в профессиональный футбол и выступал во Второй лиге. В сезоне 2017/18 клуб финишировал вторым и впервые в истории вышел в Австрийскую Бундеслигу.

### «Вольфсберг»
В мае 2018 года вернулся в «Вольфсберг» в качестве главного тренера. В первом и единственном сезоне помог команде квалифицироваться в Лигу Европы УЕФА впервые в её истории, финишировав третьим в Бундеслиге.

### «Аустрия» (Вена)
29 мая 2019 года стал новым главным тренером венской «Аустрии». Закончив сезон на седьмом месте, клуб уступил в плей-офф за право выступления в еврокубках бывшему клубу Ильцера «Хартбергу».

### «Штурм»
17 июля 2020 года возглавил «Штурм». В сезонах 2021/22 и 2022/23 стал серебряным призёром Бундеслиги. В сезоне 2022/23 был признан лучшим тренером сезона. В том же сезоне выиграл свой первый трофей, Кубок Австрии, обыграв в финале венский «Рапид».
В сезоне 2023/24, обыграв «Аустрию» (Клагенфурт) в последнем туре, стал чемпионом Австрии и прервал десятилетнее доминирование «Ред Булла». В финале кубка «Штурм» вновь обыграл «Рапид» и завоевал золотой дубль впервые с сезона 1998/99.
Следующий сезон также начался успешно, и после 13 туров «Штурм» занимал первое место.

### «Хоффенхайм»
В ноябре 2024 года возглавил клуб немецкой Бундеслиги «Хоффенхайм», в который месяцем ранее перешёл бывший спортивный директор «Штурма» Андреас Шикер. На момент прихода Ильцера «Хоффенхайм» занимал 15-е место в чемпионате, лишь немного опережая зону вылета. Сезон 2024/25 вышел очень нестабильным для команды, которая закончила сезон на том же 15 месте, опережая зону стыковых матчей всего на 3 очка. Во второй половине сезона СМИ распространяли слухи об отставке Ильцера по окончании сезона. Несмотря на это, Ильцер остался в качестве главного тренера перед началом нового сезона.

## Достижения
«Штурм»
- Чемпион Австрийской Бундеслиги: 2023/24
- Обладатель Кубка Австрии (2): 2022/23, 2023/24

Индивидуальные
- Лучший тренер сезона Австрийской Бундеслиги: 2022/23[18]

## Личная жизнь
В начале тренерской карьеры работал техником-электроником. Изучал спортивную науку.

## Тренерская статистика
| Вайц                   | 1 июля 2012    | 8 июня 2013     | 30  | 19  | 3  | 8   | 063,33 |
| Винер-Нойштадт (и. о.) | 12 ноября 2024 | 23 ноября 2024  | 1   | 1   | 0  | 0   | 100,00 |
| Хартберг               | 5 июня 2015    | 25 ноября 2015  | 17  | 12  | 2  | 3   | 070,59 |
| Хартберг               | 1 июля 2017    | 1 июня 2018     | 40  | 22  | 9  | 9   | 055,00 |
| Вольфсберг             | 1 июня 2018    | 29 мая 2019     | 35  | 14  | 10 | 11  | 040,00 |
| Аустрия (Вена)         | 29 мая 2019    | 17 июля 2020    | 39  | 14  | 12 | 13  | 035,90 |
| Штурм                  | 17 июля 2020   | 15 ноября 2024  | 195 | 107 | 40 | 48  | 054,87 |
| Хоффенхайм             | 1 июля 2025    | настоящее время | 30  | 7   | 9  | 14  | 023,33 |
| Всего                  | Всего          | Всего           | 387 | 196 | 85 | 106 | 050,65 |